# Johann Friedrich Reichardt

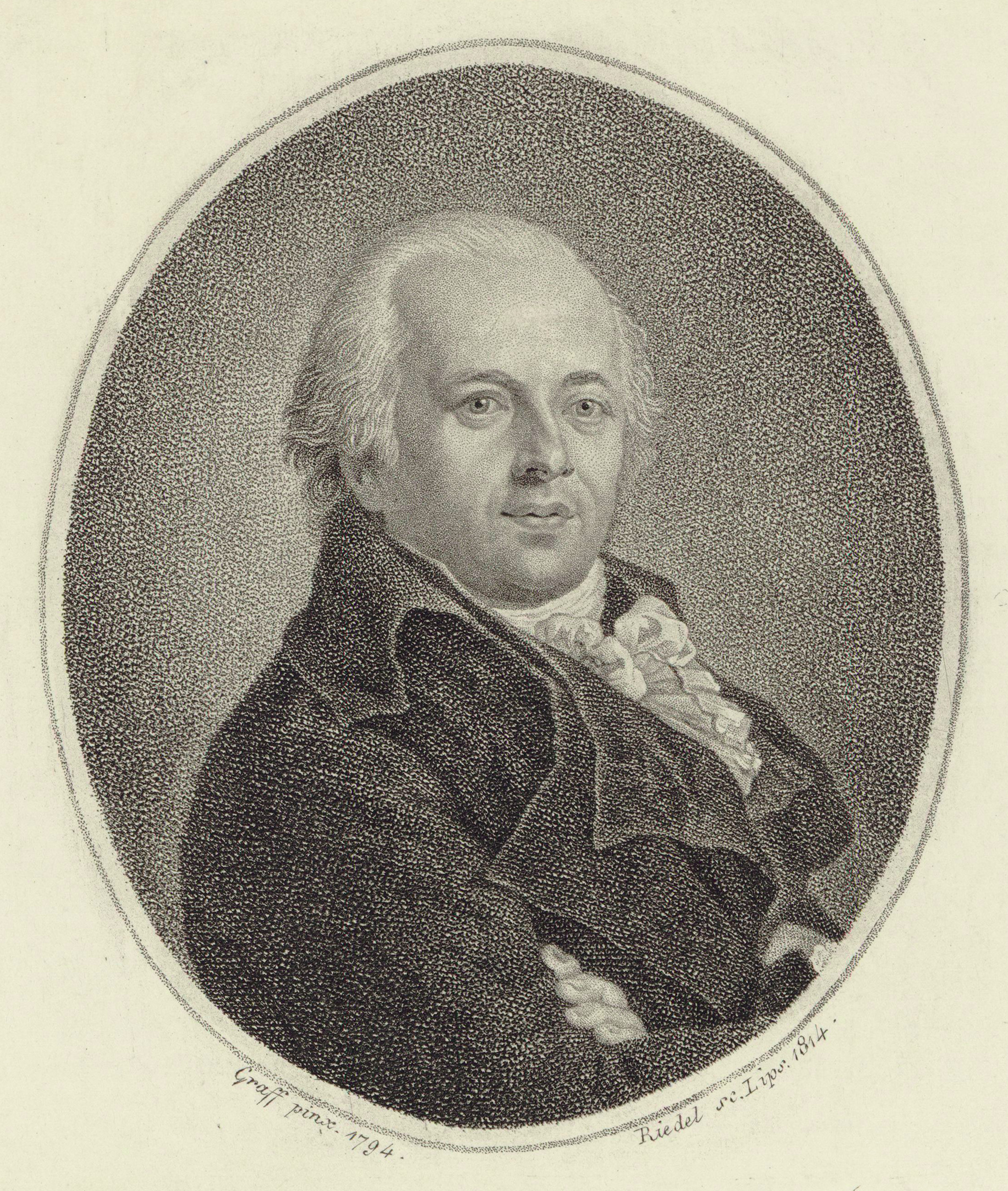
Johann Friedrich Reichardt nach Anton Graff

Johann Friedrich Reichardt (* 25. November 1752 in Königsberg in Preußen; † 27. Juni 1814 in Giebichenstein bei Halle) war ein deutscher Komponist und Musikschriftsteller.

## Leben
Johann Friedrich Reichardt war der Sohn des Stadtmusikus Johann Reichardt und wurde von Kind an in der Musik und besonders im Violinspiel ausgebildet. Als er zehn Jahre alt war, unternahm der Vater mit seinem „Wunderknaben“ Konzertreisen in Ostpreußen. Auf Betreiben von Kant studierte er von 1769 bis 1771 in seiner Vaterstadt und in Leipzig Jurisprudenz und Philosophie. 1771 allerdings entging er einer bürgerlichen Berufswahl durch eine unter „Sturm und Drang“-Zeichen stehenden Virtuosenreise. 1774 kehrte er nach Königsberg zurück und wurde Kammersekretär in Ragnit. 1775 ernannte ihn Friedrich II., dem er seine Oper Le feste galanti als Probestück gesandt hatte, an Johann Friedrich Agricolas Stelle zum königlich-preußischen Hofkapellmeister. Bei der angestrebten Reformierung des Orchesters kämpfte er jedoch gegen den Widerstand der Musiker und den konservativen Musikgeschmack des Königs, sodass er immer mehr dem Dienst zu entgehen versuchte. 1777 heiratete er Juliane Benda und konzentrierte sich zunehmend auf die Schriftstellerei und die Komposition von Liedern und Instrumentalwerken.
Auf dem Rückweg von seiner ersten Italienreise 1783 machte er in Wien Station, wobei er Kaiser Joseph II. und Christoph Willibald Gluck kennenlernte. Weitere Kunstreisen nach Frankreich und England führten nicht zu dem erhofften nachhaltigen Anklang – widerwillig kehrte er nach Berlin zurück. Ab 1786 entwickelte er engere Beziehungen zu Johann Wolfgang von Goethe, Johann Gottfried Herder, Friedrich Schiller und Johann Georg Hamann. Weitere Versuche (1788), in Paris Fuß zu fassen, scheiterten, jedoch war Reichardt von den Ideen der Revolution begeistert. Nach Erscheinen seiner Vertrauten Briefe (1792) wurde er 1794 als Revolutionssympathisant ohne Pension aus seinem Amt als Hofkapellmeister entlassen und lebte daraufhin erst in Hamburg, wo er das Journal Frankreich herausgab, dann seit 1794 in Giebichenstein bei Halle (Saale). 1796 wurde er begnadigt und zum Direktor der Salinen in Halle ernannt. Des Öfteren fuhr er nach Berlin, um die Aufführungen seiner Kompositionen zu leiten.
Das von ihm erworbene Kästnersche Kossätengut zu Giebichenstein wurde zur Herberge der Romantik. Eine weitere Reise nach Paris (1803) dämpfte seine Begeisterung für die Franzosen und ihre Politik erheblich: Reichardt wurde zu einem Gegner von Napoléon Bonaparte. Als vier Jahre später sein Gut durch französische Truppen geplündert wurde, floh er nach Danzig. Dort wurde er zum Patrioten und Freiheitskämpfer. Napoléons Bruder Jérôme Bonaparte in Kassel ernannte 1807 den verarmt Zurückgekehrten zum Theaterdirektor. Dieses Zwischenspiel dauerte nur zirka neun Monate. Im November 1808 suchte er Erfolg in Wien. Das Erleben von Joseph Haydn, Wolfgang Amadeus Mozart und Ludwig van Beethoven machte ihn – verspätet – für die Wiener Klassik aufgeschlossen. Er zog sich aber bald nach Giebichenstein zurück, wo er am 27. Juni 1814 an den Folgen eines Magenleidens einsam starb. Sein Grab befindet sich auf dem Hof von St. Bartholomäus (Halle).

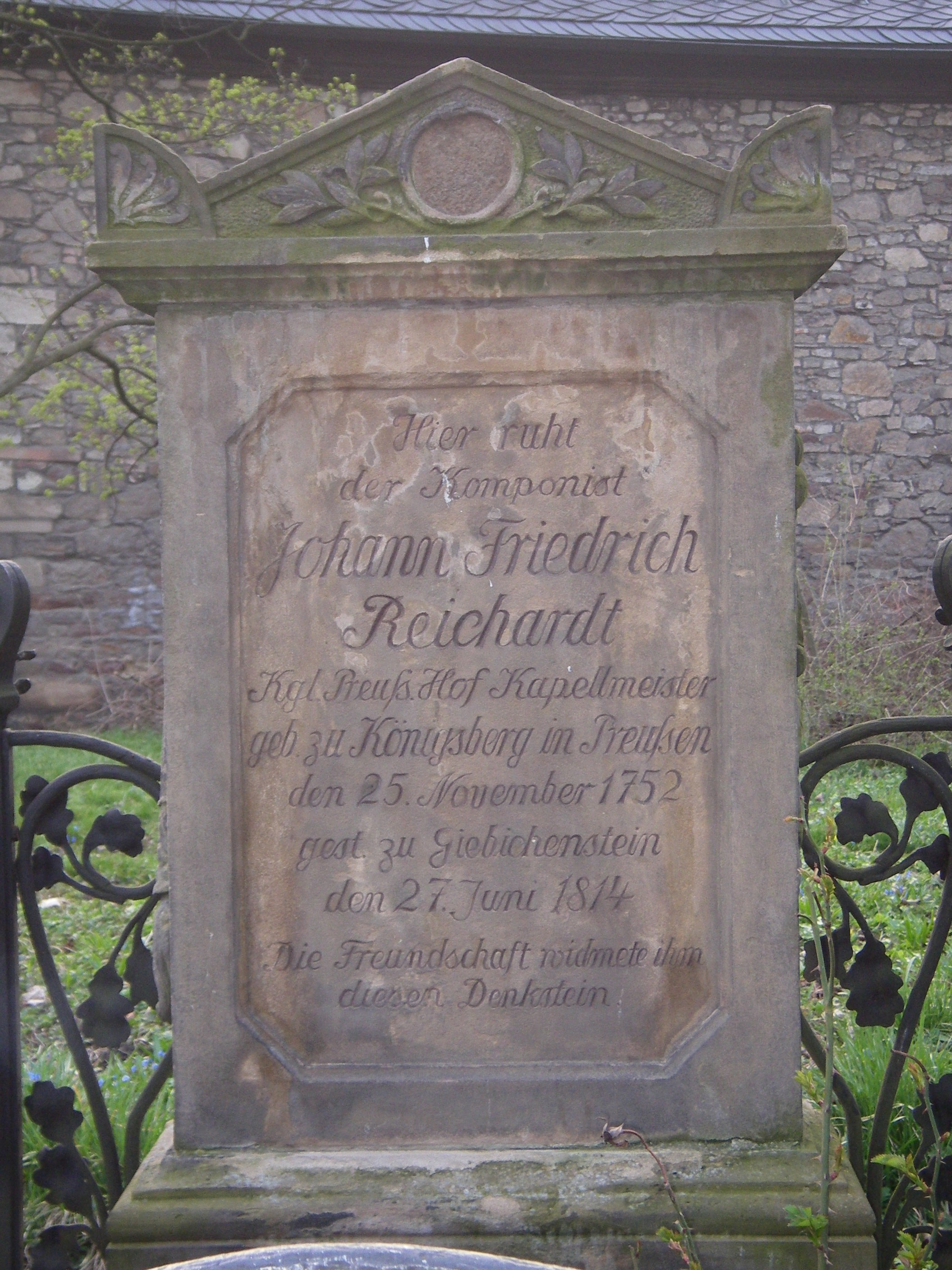
Grabstein Reichardts

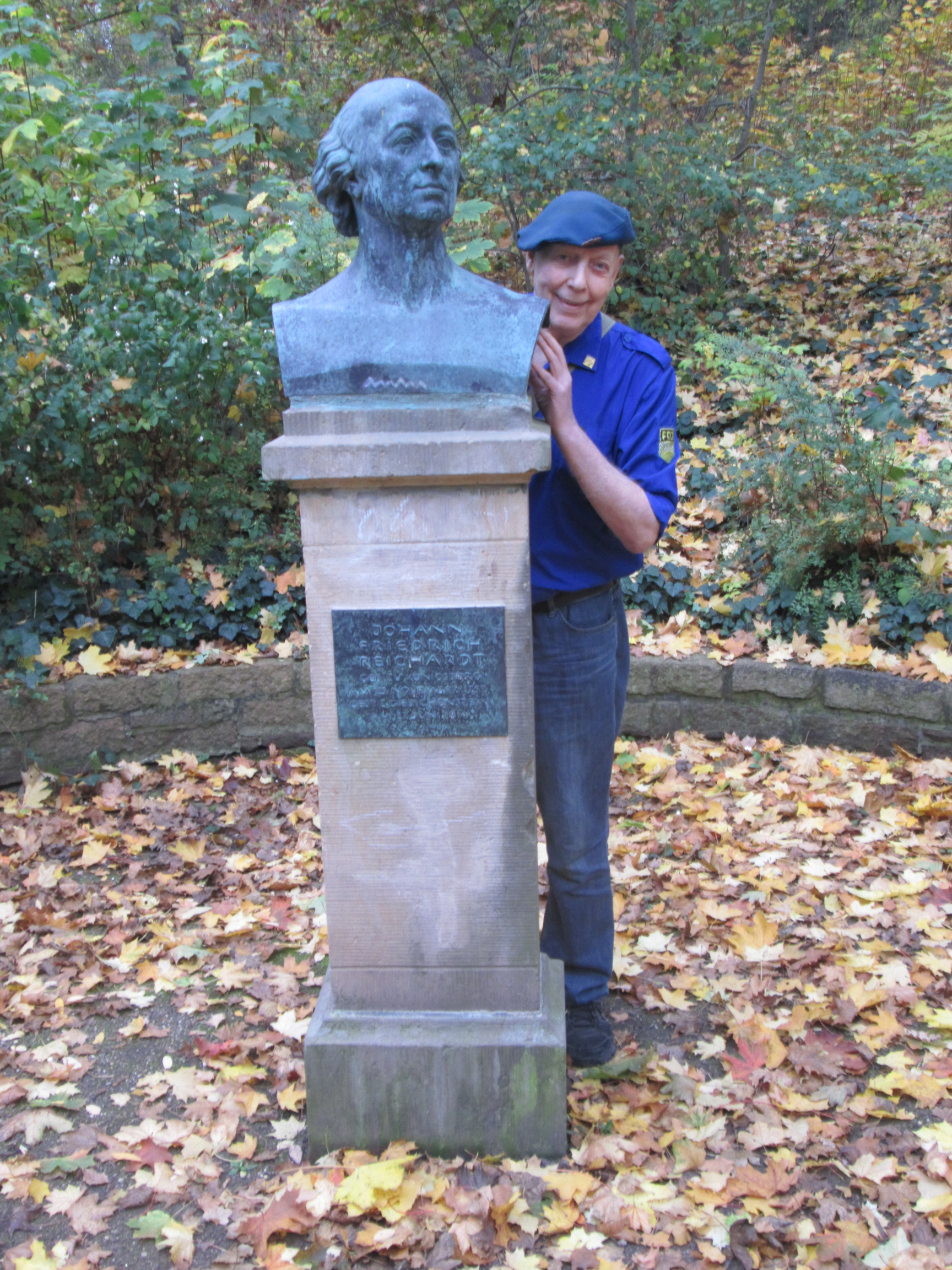
Bronzebüste in Reichardts Garten, Halle

Reichardt war ständig auf Reisen: 1783 in Italien, der Schweiz, Wien und Hamburg; 1785 und 1792 in London; 1785–1787, 1792, 1802/03 in Paris; 1790 in Italien; 1793 in Kopenhagen und Stockholm. Die Zeitgenossen vergaßen ihn und sein Werk rasch.

### Familie
Er war zweimal verheiratet. Seine erste Frau Juliane geb. Benda war die Tochter seines Violinlehrers, des Komponisten Franz Benda, und eine bekannte Sängerin, Pianistin und Liederkomponistin. Das Paar hatte zwei Söhne und zwei Töchter. Der Sohn Wilhelm (1777–1782), verstarb früh, der zweite ebenfalls. Die Tochter Louise Reichardt (* 11. April 1779 in Berlin; † 17. November 1826 in Hamburg) wurde ebenfalls durch Lieder bekannt.
Nachdem seine erste Frau im Kindbett der Tochter Wilhelmine Juliane (1783–1839, spätere Ehefrau von Christian Steltzer) gestorben war, heiratete er noch 1783 Johanna Hensler geb. Alberti (1754–1827). Sie war die Tochter des Diakons und Dichters Julius Gustav Alberti (1723–1772) aus Hannover. In erster Ehe war sie mit dem Juristen und Dichter Peter Wilhelm Hensler (1742–1779) verheiratet gewesen und brachte einen Sohn und zwei Töchter mit in die Ehe.
In der Ehe wurden ihm fünf weitere Kinder geboren:
- Johanna (1784–1855) ⚭ Henrich Steffens (1773–1845) Philosoph und Naturforscher[2]
- Friederike (1790–1869) ⚭ Hofrath Karl von Raumer (1783–1865) Geologe, Geograph und Pädagoge[2]
- Sophie (1795–1838) ⚭ Ernst Wilhelm Jacob Radecke (1790–1873), Superintendent in Wernigerode

Ein Sohn, Hermann, verunglückte (1801) als Gymnasiast in Magdeburg beim Schlittschuhlaufen, ein anderer, Carl Friedrich (1803–1871), Architekt in Hamburg, überlebte den Vater.
Der Stiefsohn August Wilhelm (Richard) Hensler (1772–1835) wurde französischer Oberst, die Stieftochter Charlotte Hensler (1776–1850) heiratete den Postrat Carl Philipp Heinrich Pistor (1778–1847), die andere Wilhelmine Hensler (1777–1851) den Geheimrat Carl Alberti (1763–1829). Zu den späteren Nachfahren Johann Friedrich Reichardts gehört unter anderem auch die Kulturwissenschaftlerin Dagmar Reichardt.

## Werke
Komponistenruf hat sich Reichardt besonders durch seine Kompositionen zu Goethe’schen Liedern erworben, in denen er seine Individualität mit voller Freiheit entfalten konnte, nicht minder aber durch seine Singspiele, eine Kunstgattung, die er ebenfalls mit Goethes Beistand in dessen Claudine von Villa Bella (1789), Erwin und Elmire (1790), Jery und Bätely (1790) zu veredeln gewusst hat. Er vertonte auch 49 Lieder J. G. Herders. Mit dem Ersten Nachtrag zu dem Lieder-Anhange in der Sammlung für freye und angenommene Maurer (1780) gab er freimaurerische Lieder heraus. Seine Komposition Bunt sind schon die Wälder von 1799 zählt heute zu den bekanntesten deutschen Volksliedern, ebenso wie sein Wenn ich ein Vöglein wär, das er wenige Jahre zuvor auf einen Text von Herder schrieb. Seine Vertonung des Passions-Librettos La passione di Gesù Cristo von Pietro Metastasio wurde 1784 in Berlin und 1785 in London und Paris mit großem Erfolg aufgeführt. Seine 12 Élégies et Romances (Erscheinungsjahr unbekannt) widmete er Hortense de Beauharnais.
Seine schriftstellerischen Arbeiten sind durchweg von bleibendem Wert, namentlich die Briefe eines aufmerksamen Reisenden die Musik betreffend (1774–1776); Über die deutsche comische Oper (1774); Musikalisches Kunstmagazin (1781–1792); Studien für Tonkünstler und Musikfreunde (1793); Vertraute Briefe aus Paris (1792 und 1804); Vertraute Briefe aus Wien (1810) und andere.
Die Gedichtsammlung Des Knaben Wunderhorn von Clemens Brentano und Achim von Arnim ist – im Nachwort – Reichardt gewidmet, dies wohl in der Erwartung, dass Reichardt die Texte vertonen werde. Dazu kam es jedoch nicht mehr.
Werkverzeichnisse gibt es von Hanns Dennerlein (1929, Klavierwerke, DenR, Brook 1038), Rolf Pröpper (1965, Bühnenwerke, PröR, Brook 1039) und Swantje Köhnecke (1998, Lieder, KöhR, Brook deest).

## Dokumente
Briefe von Johann Friedrich Reichardt von 1805, 1807 und 1808 befinden sich im Bestand des Leipziger Musikverlages C.F.Peters im Staatsarchiv Leipzig.